# XXX Premis Cinematogràfics José María Forqué
La cerimònia dels XXX Premis Cinematogràfics José María Forqué, convocada per EGEDA, es va celebrar el 14 de desembre de 2024 a l'IFEMA de Madrid. La cerimònia es va retransmetre a La 2 i RTVE Play.

## Desenvolupament
L'octubre de 2024, el cineasta José Luis Garci va ser anunciat com a guanyador de la Medalla d'Or de l'EGEDA. Les nominacions van ser revelades el 7 de novembre de 2024. La gala serà presentada per Elena S. Sánchez. i comptarà amb les actuacions de Diana Navarro, María Toledo, i Sole Giménez. En la categoria al Millor Llargmetratge de Ficció el premi és de 30.000€, de 6.000€ d'animació o documental i de 3.000€ per cada premi de categories interpretatives. La gala va tenir un to reivindicatiu en recordar les víctimes de la Gota freda de 2024 al País Valencià i a les víctimes de la violència masclista, alhora que es reivindicaven les llengües d'Espanya i el dret a un habitatge digne.

## Polèmica
Durant el lliurament dels premis, la premsa els va preguntar pels abusos sexuals en la indústria, i aleshores Aldo Comas i la seva esposa Macarena Gómez van contestar que "vagin a la policia i no a Instagram, que vagin als jutjats i no a la tele" i "Tots els homes no són iguals, ni totes les dones són iguals. Jo sempre defensaré a un home (...)" Aquestes declaracions va provocar una forta reacció a les xarxes socials.

## Categories
Els guanyadors i nominats d'aquesta edició han estat:
| Millor llargmetratge de ficció i/o animació | Millor sèrie |
| --- | --- |
| - El 47 - La estrella azul - Segundo premio - La infiltrada                                                                                    | - Querer - Las abogadas - Cristóbal Balenciaga - El cas Asunta |
| Millor interpretació masculina en cinema | Millor interpretació femenina en cinema |
| - Eduard Fernández — Marco, la verdad inventada - Antonio de la Torre — Los destellos - Mario Casas — Escape - Pepe Lorente — La estrella azul | - Carolina Yuste — La infiltrada - Emma Vilarasau — Casa en flames - Najwa Nimri — La verge roja - Patricia López Arnaiz — Los destellos                                               |
| Millor interpretació masculina en sèrie | Millor interpretació femenina en sèrie |
| - Pedro Casablanc — Querer - Alberto San Juan — Cristóbal Balenciaga - Oriol Pla — Yo, adicto - Javier Cámara — Rapa (Temporada 3)             | - Nagore Aranburu — Querer - Carmen Machi — Celeste - Candela Peña — El cas Asunta - Iria del Río — Los años nuevos                                                                    |
| Millor llargmetratge documental | Millor llargmetratge llatinoamericà |
| - Marisol, llámame Pepa - Chaplin. Espíritu gitano - La guitarra flamenca de Yerai Cortés - Mi hermano Alí                                     | - El lugar de la otra de Maite Alberdi - El jockey de Luis Ortega Salazar - El ladrón de perros de Vinko Tomičić Salinas - Memorias de un cuerpo que arde d’Antonella Sudasassi Furnis |
| Millor curtmetratge | Millor pel·lícula d’animació |
| - La gran obra - Betiko Gaua - Evanescente | - Papallones negres - Buffalo Kids - Guardiana de dracs - Rock Bottom |
| Premi al Cinema i Educació en Valors | Medalla d'honor |
| - El 47 - La estrella azul - La infiltrada - Soy Nevenka                                                                                       | José Luis Garci |

Casa en flames va obtenir el premi del públic.